# Albany Island
Albany Island, auch Pabaju genannt, ist eine Insel im Südosten des Archipels der Torres-Strait-Inseln. Sie ist zugleich die Hauptinsel der Manar-Inseln, welche unmittelbar östlich vor der Nordostspitze Australiens (Kap York) liegen.
Albany ist leicht hügelig, rund fünf Kilometer lang (Nordwest nach Südost) und im Durchschnitt einen Kilometer breit. Verwaltungstechnisch gehört sie zu den Inner Islands, der südlichsten Inselregion im Verwaltungsbezirk Torres Shire des australischen Bundesstaats Queensland.
Die Insel ist unbewohnt.